# Вирный, Александр Яковлевич
Александр Яковлевич Вирный (род. 1936) — советский и украинский шашечный тренер и теоретик. Заслуженный тренер СССР и Украины, автор ряда учебников по 100-клеточным шашкам. Отец Вадима Вирного.

## Биография
Родился в 1936 году. Получил образование инженера-конструктора, работал по специальности до 1973 года. Одновременно успешно играл в шашки, получил звание мастера спорта, собрал большую коллекцию шашечной литературы.
Осенью 1973 года добился создания в Орджоникидзевском районном Дворце пионеров секции шашек, куда перенёс личную шашечную библиотеку. Начал пропагандировать шашечную игру в школах района и искать в них талантливых детей. Полностью на тренерскую работу перешёл в 1976 году. С этого же года у учеников Вирного начались первые значительные успехи: 14-летняя Алла Аграновская стала вице-чемпионкой, а на следующий год чемпионкой УССР среди женщин. В 1977 году команда средней школы № 15, где играли сын Александра Вирного Вадим, Владимир Мильшин, Сергей и Татьяна Боровские, выиграла чемпионат СССР среди пионерских дружин, повторив успех в 1979 и 1980 году. В 1978 и 1979 годах команды Вирного завоёвывали серебряные медали первенства СССР среди ДЮСШ и Дворцов пионеров. В 1980 году Аграновская стала чемпионкой СССР, ещё один воспитанник Вирного Владимир Колесник попал в призёры чемпионата страны среди юношей, а команда Орджоникидзевского Дворца пионеров выиграла чемпионат СССР среди ДЮСШ и Дворцов пионеров. В 1981 году Вадим Вирный разделил 1-е место на чемпионате мира среди юношей. В общей сложности за первые 8 лет в качестве тренера Александр Вирный подготовил 6 новых мастеров спорта СССР (одним из которых стал его сын) и 25 кандидатов в мастера.
В дальнейшем и Владимир Мильшин, и Владимир Колесник становились участниками финалов чемпионата СССР, у Вирного тренировалась также чемпионка мира по международным шашкам Ольга Левина. Помимо Орджоникидзевского района, тренировал в клубе завода «Электротяжмаш» и в городском Дворце пионеров им. Постышева. Получил звание Заслуженного тренера Украинской ССР, а в 1987 году — Заслуженного тренера СССР.
С 1992 года проживал в Германии, часто возвращаясь в Харьков, играл вместе с сыном и невесткой Еленой Альтшуль за команду нидерландского шашечного клуба «Ноат».